# Arnoštka (Vimperk)
Arnoštka (německy Ernstberg) je malá vesnice, část města Vimperk v okrese Prachatice v Jihočeském kraji. Nachází se na Šumavě (podcelek Boubínská hornatina, okrsek Boubínský hřbet), na Arnoštském potoce, asi 5,5 kilometru jižně od Vimperka. Arnoštka je také název katastrálního území o rozloze 4,32 km².

## Historie
První písemná zmínka o vesnici pochází z roku 1701.

## Obyvatelstvo
| Rok            | 1869 | 1880 | 1890 | 1900 | 1910 | 1921 | 1930 | 1950 | 1961 | 1970 | 1980 | 1991 | 2001 | 2011 | 2021 |
| -------------- | ---- | ---- | ---- | ---- | ---- | ---- | ---- | ---- | ---- | ---- | ---- | ---- | ---- | ---- | ---- |
| Počet obyvatel | 169  | 173  | 173  | 177  | 142  | 136  | 124  | 48   | 25   | 19   | 10   | 13   | 10   | 15   | 6    |
| Počet domů     | 19   | 20   | 18   | 18   | 17   | 16   | 17   | 15   | 15   | 5    | 4    | 4    | 10   | 10   | 10   |

## Obecní správa
Při sčítání lidu v letech 1850–1960 Arnoštka byla osadou obce Korkusova Huť, se kterým patřila nejprve do okresu Prachatice, ale v roce 1950 v okrese Vimperk. V letech 1961–1971 byla částí obce Klášterec v okrese Prachatice. Od 26. listopadu 1971 je částí města Vimperk v okrese Prachatice, kdy se konaly městské volby.

## Pamětihodnosti
Rýžování zlata:
- V okolí Arnoštky a na území přírodní rezervace Mokrý luh se nacházejí rýžovnické sejpy z prehistorických dob a ze středověku.[8]

Památné stromy:
- Dub u Arnoštky, na mezi u polní cesty severně od zaniklé osady Huť pod Boubínem
- Jasan u Arnoštky, u silnice I/4 Vimperk –Strážný (po pravé straně) nedaleko autobusové zastávky Arnoštka
- Lípa na Huti, v zaniklé osadě Huť pod Boubínem, v porostu mladších listnáčů

## Další fotografie

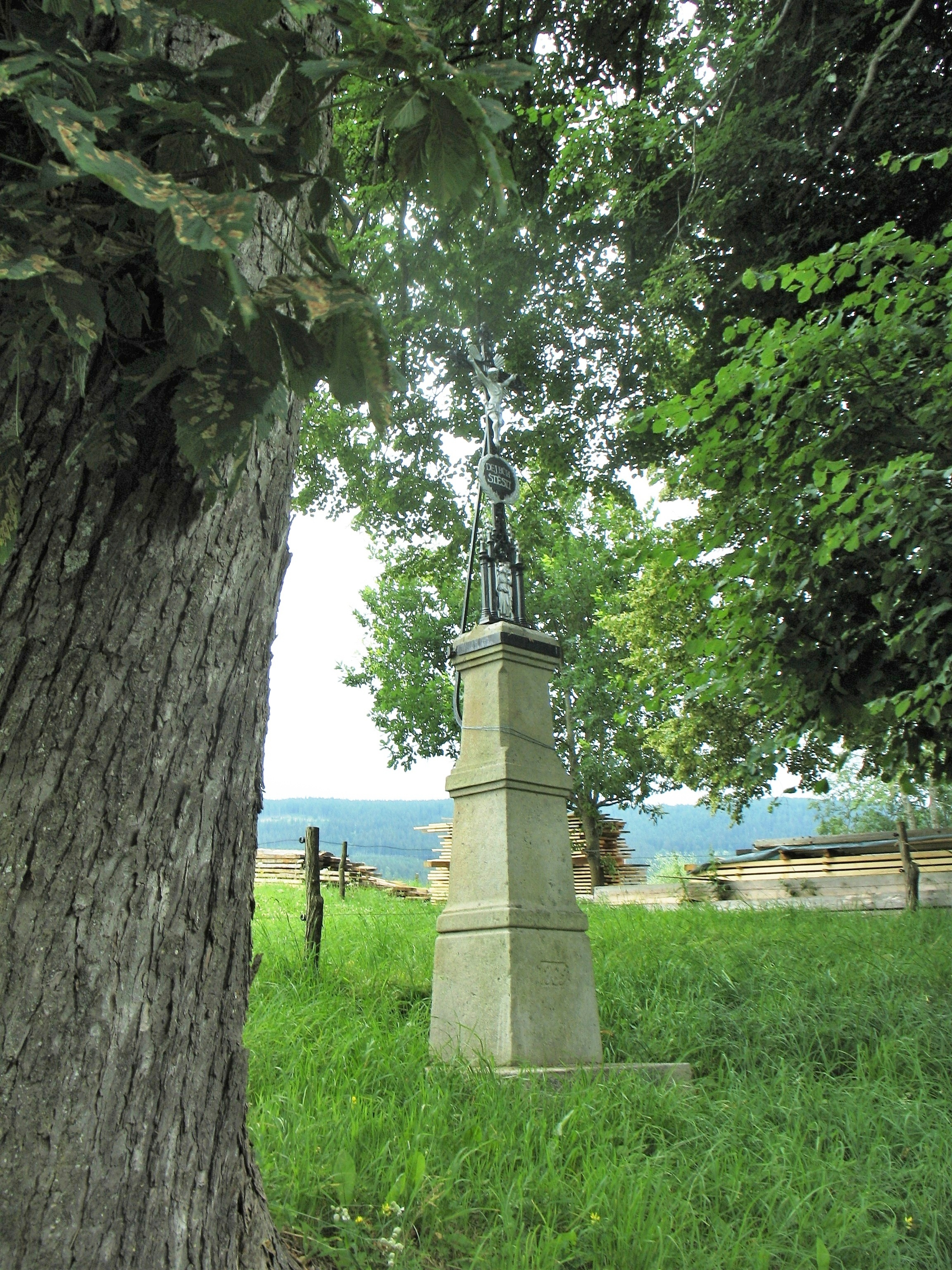
Křížek ve vsi
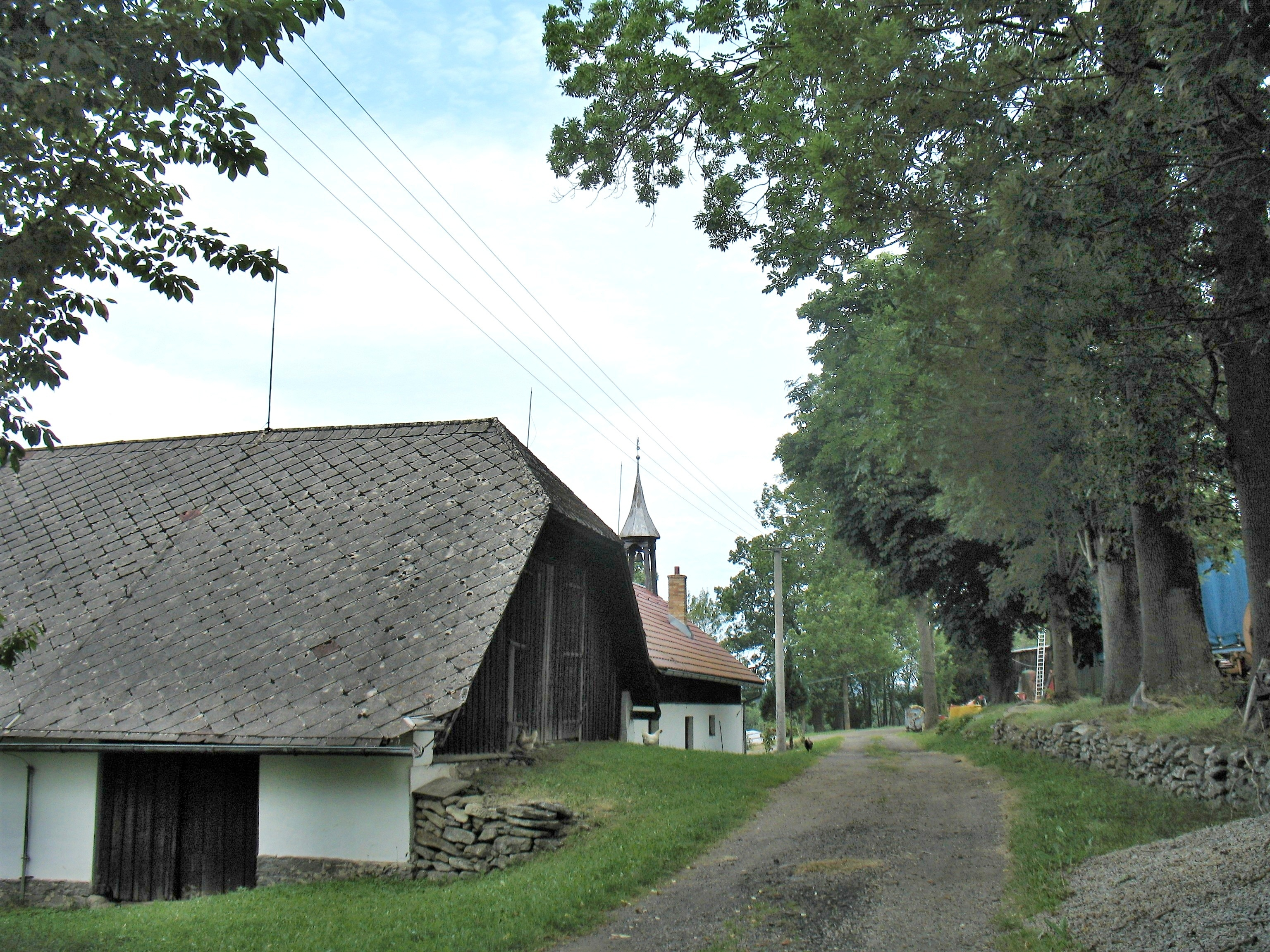
Střed vesnice
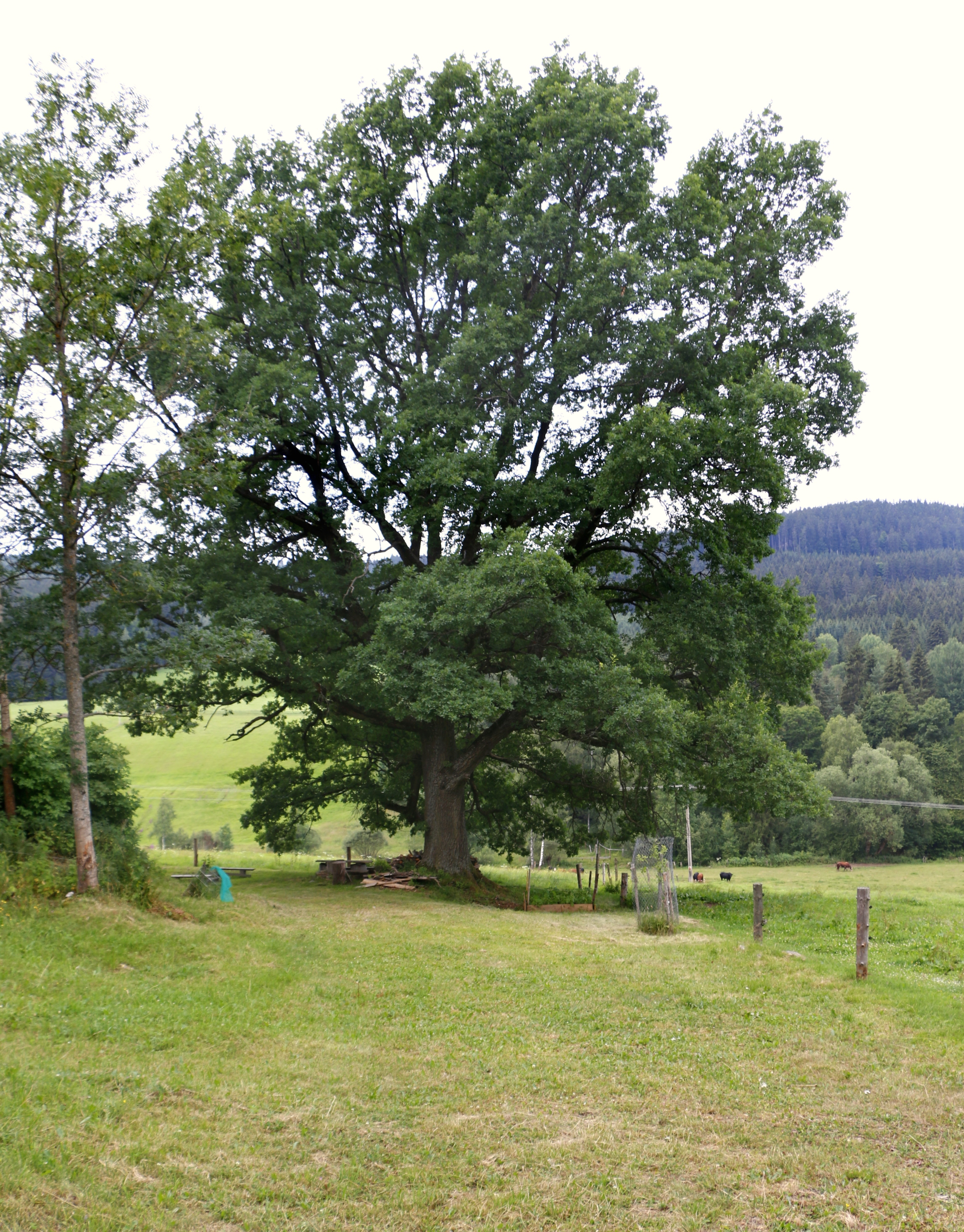
Dub na okraji vsi
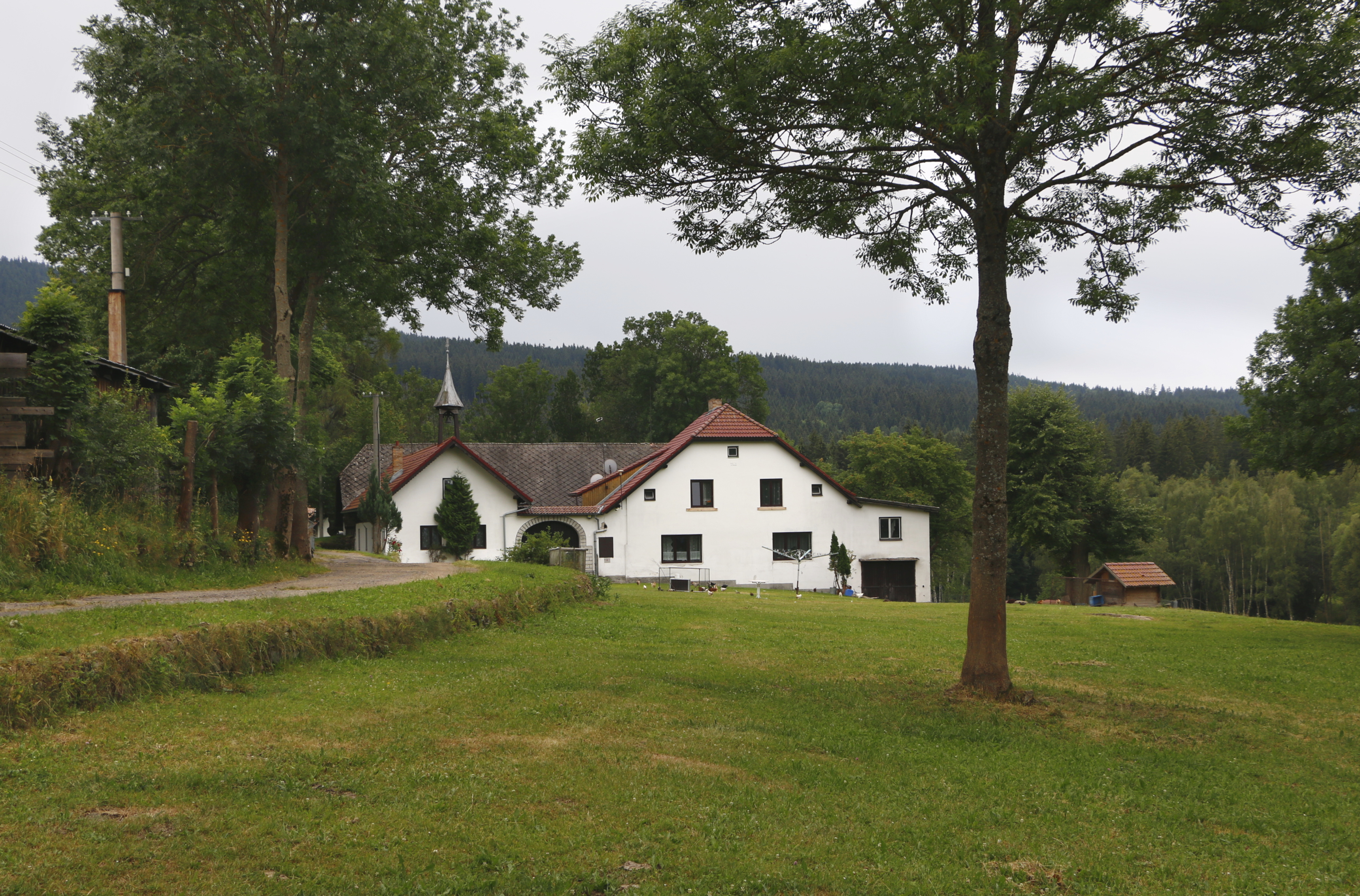
Dům čp. 5 od severu
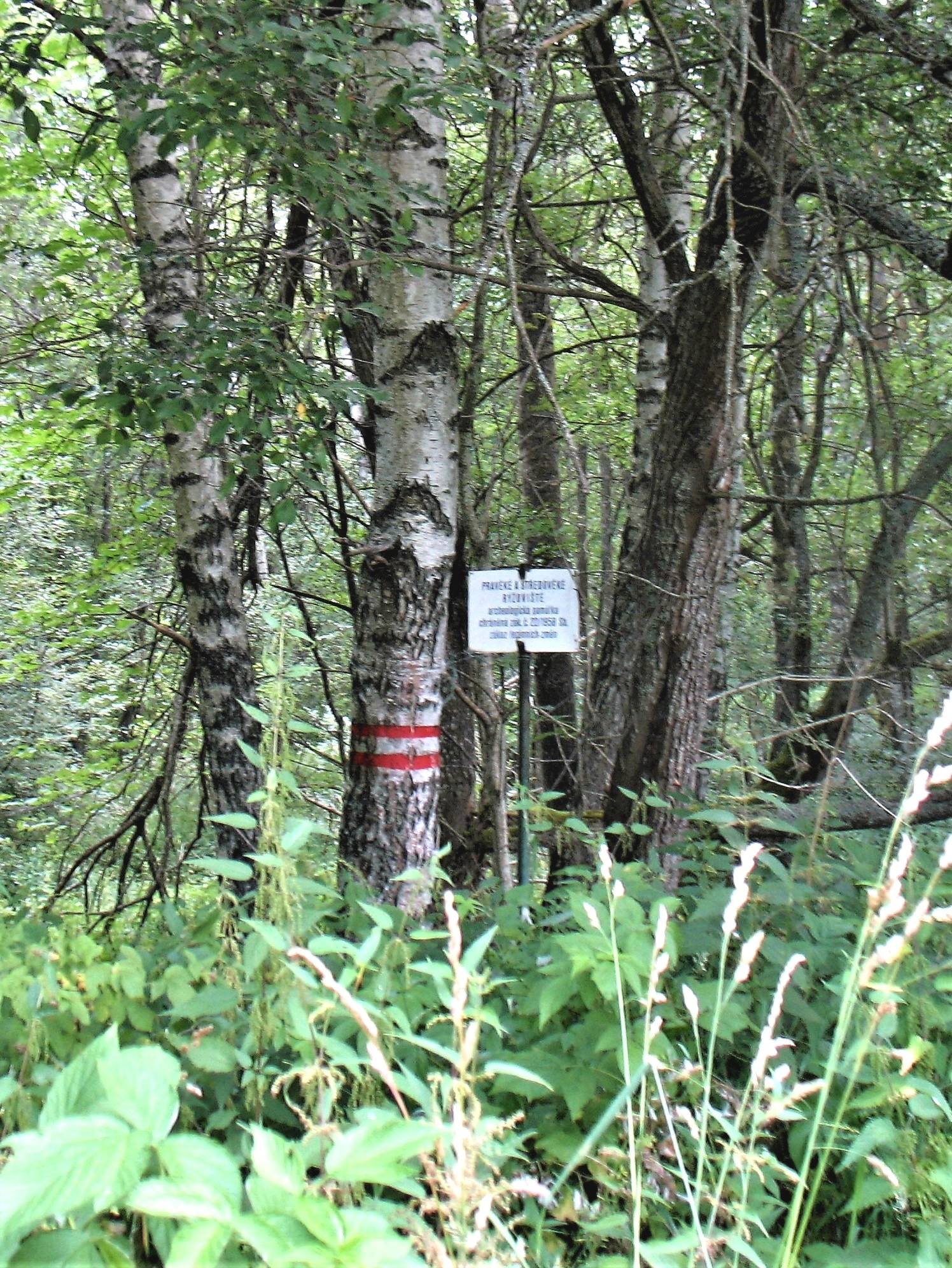
Rýžoviště zlata u Mokrého luhu